# MP (Turijn)
MP is een historisch merk van motorfietsen.
De bedrijfsnaam was: Ditta Motocicli Mario Penazio, Torino.
Penazio van maakte in 1934 en 1935 sportieve motorfietsjes met plaatframes, waarin 347- en 497 cc Sturmey-Archer-kopklepmotoren werden gezet.